# Prêmio Craque do Brasileirão
Le Prêmio Craque do Brasileirão est une récompense sportive attribuée depuis 2005 par la Confédération brésilienne de football et la chaîne de télévision Rede Globo pour les meilleurs joueurs, entraîneurs et arbitres du championnat du Brésil de football.

## Récompenses

### Joueur de l'année ("Craque do Brasileirão")
| Saison | Joueur              | Club                |
| ------ | ------------------- | ------------------- |
| 2005   | Carlos Tevez        | Corinthians         |
| 2006   | Rogério Ceni        | São Paulo           |
| 2007   | Rogério Ceni (2)    | São Paulo           |
| 2008   | Hernanes            | São Paulo           |
| 2009   | Diego Souza         | Palmeiras           |
| 2010   | Darío Conca         | Fluminense          |
| 2011   | Neymar              | Santos              |
| 2012   | Fred                | Fluminense          |
| 2013   | Éverton Ribeiro     | Cruzeiro            |
| 2014   | Éverton Ribeiro (2) | Cruzeiro            |
| 2015   | Renato Augusto      | Corinthians         |
| 2016   | Gabriel Jesus       | Palmeiras           |
| 2017   | Jô                  | Corinthians         |
| 2018   | Dudu                | Palmeiras           |
| 2019   | Bruno Henrique      | Flamengo            |
| 2020   | Claudinho           | Red Bull Bragantino |
| 2021   | Hulk                | Atlético Mineiro    |
| 2022   | Gustavo Scarpa      | Palmeiras           |
| 2023   | non décerné         | non décerné         |
| 2024   | Luiz Henrique       | Botafogo            |